# Zwinglianismo

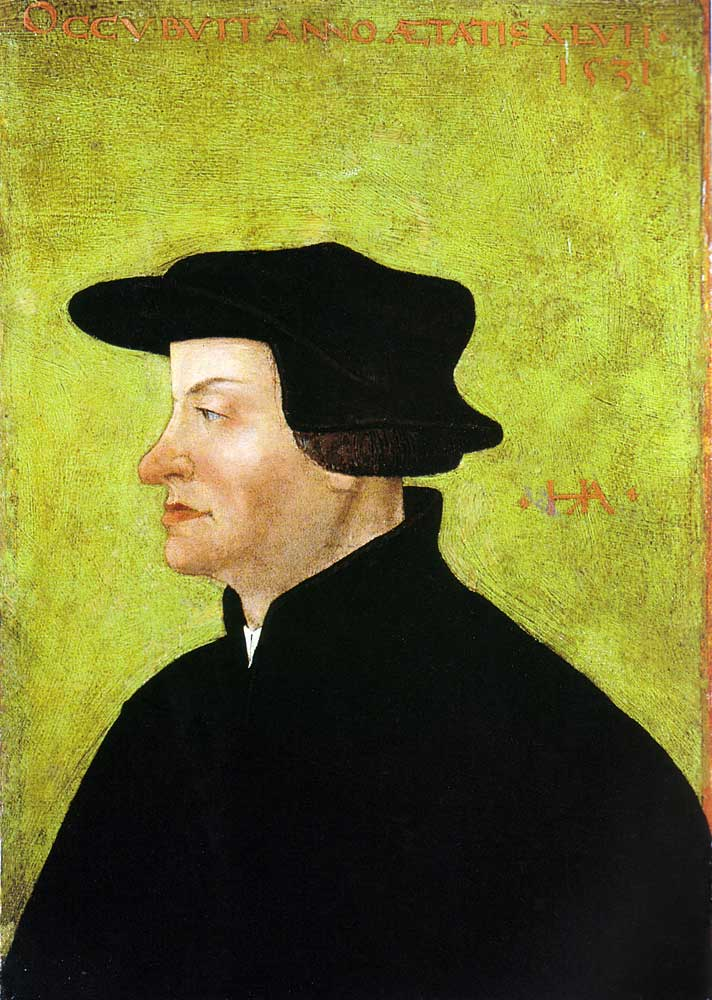
Retrato de Ulrico Zuínglio (1484-1531)

O zwinglianismo é uma confissão reformada com base na Segunda Confissão Helvética, promulgada pelo sucessor de Ulrico Zuínglio, Heinrich Bullinger, na década de 1560. Os pontos de vista de Zuínglio sobre o batismo eram, em grande parte, uma resposta aos anabatistas, movimento que atacou a prática do batismo infantil. Ele defendeu o batismo de crianças, descrevendo-o como um sinal de aliança do cristão com Deus, assim como Deus fez uma aliança com Abraão. Ele desenvolveu a visão simbólica da Eucaristia, negou a doutrina católica da transubstanciação e seguindo Cornelius Henrici Hoen, ele concordou que o pão e o vinho da instituição significavam e não se tornavam literalmente o corpo e o sangue de Cristo. As diferenças de opinião de Zuínglio sobre o assunto da Eucaristia com Martinho Lutero resultou no fracasso do Colóquio de Marburgo, que visava trazer a unidade entre os dois líderes protestantes.
Zuínglio acreditava ainda que o Estado governava com sanção divina, que tanto a igreja como o estado são colocados sob o governo soberano de Deus. Em sua doutrina, os cristãos são obrigados a obedecer ao governo, mas a desobediência civil é autorizada se as autoridades agiram contra a vontade de Deus. Ele descreveu preferência por uma aristocracia sobre regra monárquica ou democrático.[carece de fontes?]